# Inga Rhonda King

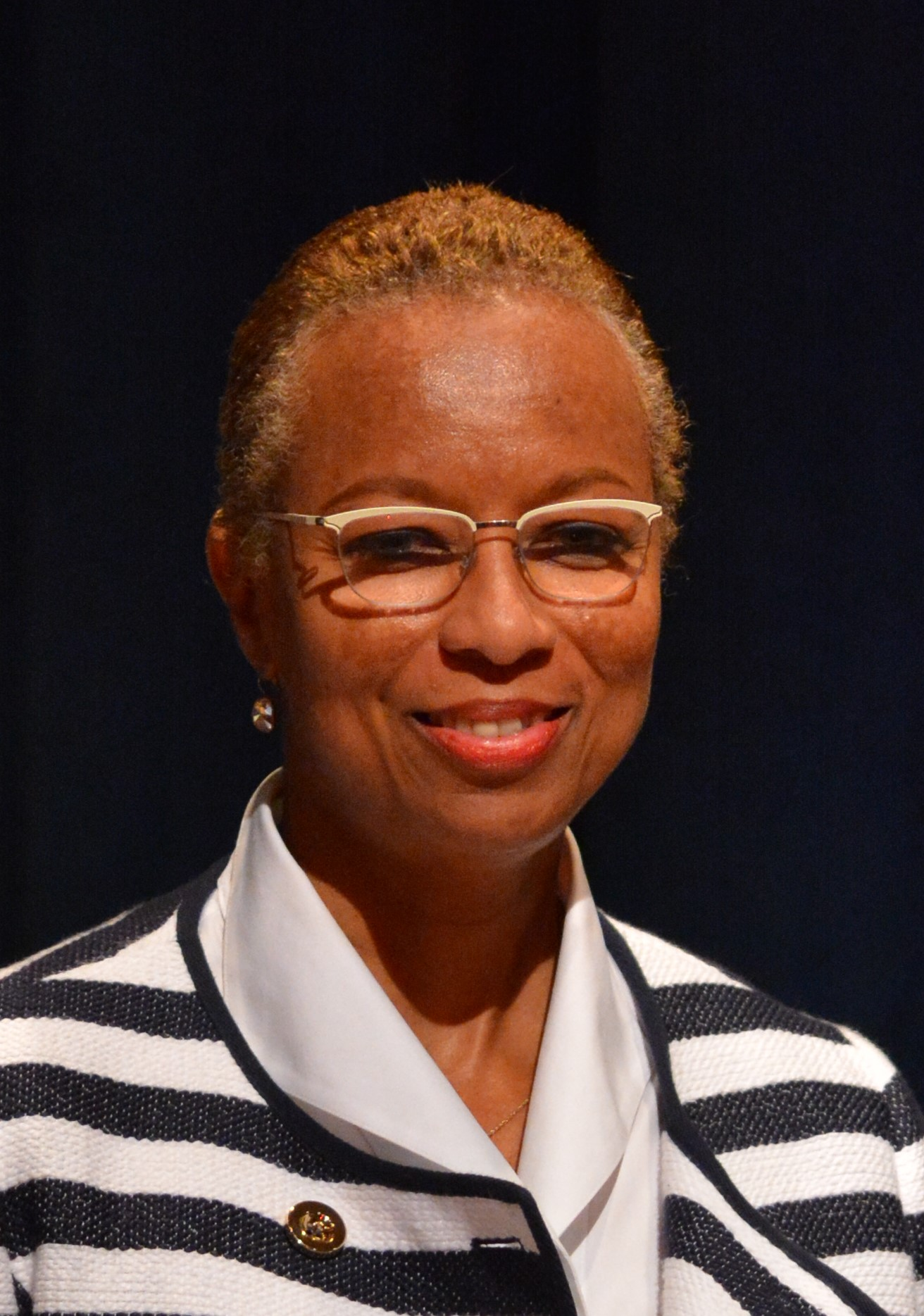
Inga Rhonda King năm 2014

Inga Rhonda King (còn được gọi là I. Rhonda King) là một kế toán, giáo viên và nhà xuất bản người Saint Vincent và Grenadines, từng là Đại diện thường trực của đất nước tại Liên Hợp Quốc kể từ tháng 9 năm 2013.

## Tiểu sử
King được sinh ra ở Curaçao, Antilles thuộc Hà Lan vào năm 1960. người gốc Ấn. Cô có bằng cử nhân khoa học hóa học và toán học từ Đại học New York.
King là một kế toán và giám đốc tài chính được chứng nhận. Cô cũng đã làm việc trong thế giới xuất bản, phát triển kinh doanh và thế giới học thuật. Bà là giáo viên dạy tiếng Anh tại Cộng hòa Nhân dân Trung Hoa năm 2002 và là giáo viên dạy toán tự nguyện cho trẻ em ở Miami.
Năm 2003, bà đã xuất bản tiểu sử của mình như là một tập hợp các bài tiểu luận có tựa đề Tạp chí Người phụ nữ siêu phàm, trong đó bà liên quan đến những trải nghiệm của mình với bệnh ung thư vú. Năm 2006, bà thành lập Strateg Forum Inc., một biên tập độc lập các cuốn sách minh họa. bà cũng là một nghệ sĩ. Từ năm 2010, cô cũng là chủ tịch của Chương trình khuyến mãi đầu tư quốc gia tại Kingstown. bà cũng được đặt tên là thị trưởng danh dự ở Bồ Đào Nha. Năm 2011, bà là chủ tịch của cơ quan xúc tiến đầu tư của Saint Vincent và Grenadines.
King được Thủ tướng Ralph Gonsalves bổ nhiệm làm Đại diện thường trực tại Liên Hợp Quốc vào ngày 13 tháng 9 năm 2013. bà đã thay mặt Tập đoàn L69 của các nước phát triển. Vào tháng 1 năm 2016, quyền bầu cử của Saint Vincent và Grenadines đã bị đình chỉ do thiếu thanh toán các khoản đóng góp nổi bật. King nói rằng đó là một sai lầm hành chính sẽ được sửa chữa sớm.
Vào ngày 29 tháng 9 năm 2016, bà được bầu làm thành viên của Ủy ban thứ năm của Đại hội đồng Liên Hợp Quốc (Hành chính và Ngân sách). Vào ngày 27 tháng 4 năm 2017, bà đã nói chuyện với Đại hội đồng để bảo vệ nghị quyết bao gồm Ngày đổi mới và Sáng tạo thế giới trong lễ kỷ niệm của Liên Hợp Quốc.
Vào ngày 26 tháng 7 năm 2018, King được bầu làm chủ tịch thứ 74 của Hội đồng Kinh tế và Xã hội Liên Hợp Quốc.